# Wang Cheng-pang
Wang Cheng-pang (Hualien, 12 de janeiro de 1987) é um arqueiro taiwanês, medalhista olímpico.

## Carreira
Wang Cheng-pang representou seu país nos Jogos Olímpicos em 2004, 2008 e 2012, ganhando a medalha de prata por equipes em 2004.